# Godiscalco di Napoli
Godiscalco di Napoli (fl. VII secolo) è stato un militare bizantino, duca di Napoli nel 599-600 circa.

## Biografia
Godiscalco servì nell'esercito bizantino prima con il grado di ipostratego, nelle campagne militari contro gli Avari, poi in seguito fu nominato dux Campaniae. In particolare papa Gregorio I lo rimproverò per aver scatenato una rappresaglia contro il monastero del santo Arcangelo, a causa della fuga dell'abate.